# Centerbridge Partners
Centerbridge Partners, L.P. är ett amerikanskt riskkapitalbolag tillika hedgefond som investerar i företag som verkar i branscherna för dagligvaror, fastigheter, finansiella tjänster, industri, informationsteknik, sjukvård och telekommunikation. De förvaltar ett kapital på $35,8 miljarder för år 2018.
Företaget grundades 2005 av Jeff Aronson och Mark Gallogly, båda två arbetar kvar inom Centerbridge och delar VD-rollen med varandra.
De har sitt huvudkontor i Seagram Building på Manhattan i New York, New York.